# Reinhardsbrunn

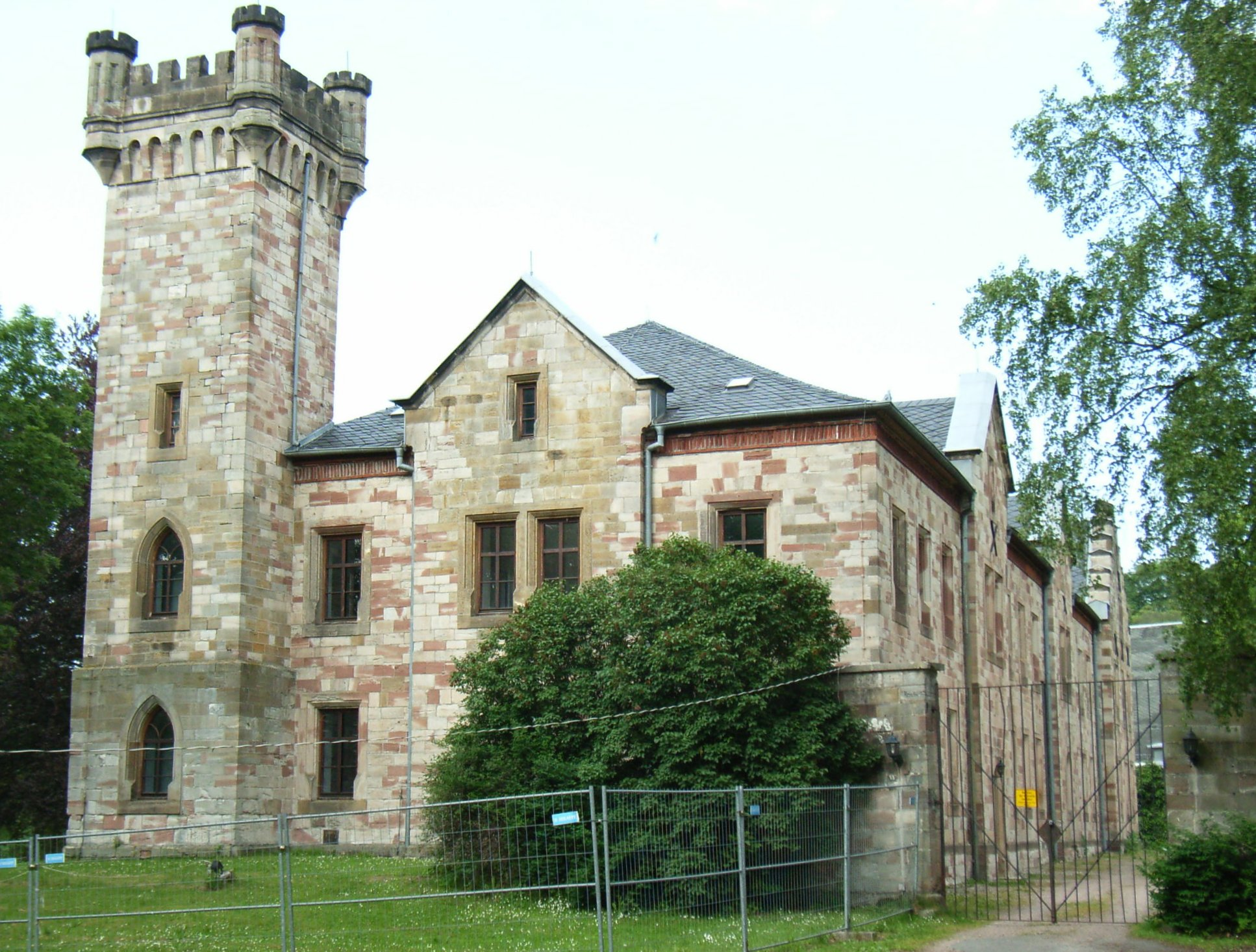
Foi no Castelo de Reinhardsbrunn que Alberto de Saxe-Coburgo-Gota conheceu a Rainha Vitória.

Reinhardsbrunn é um bairro da cidade alemã Friedrichroda, distrito de Gota. No local existiu, entre 1805 e 1525, uma antiga e proeminente abadia beneditina. Em 1827, foi construído o castelo da família de Saxe-Coburgo-Gota na área.